# Siny Sembene
Siny Sembene (ur. 2002) – senegalski zapaśnik walczący w stylu wolnym. 
Złoty medalista igrzysk frankofońskich w 2023. Wicemistrz Afryki w 2025 roku. 